# Cryptomima
Cryptomima is een geslacht van vlinders van de familie wespvlinders (Sesiidae).

## Soorten
- C. javana (Gorbunov & Kallies, 1998)
- C. philippina (Gorbunov & Kallies, 1998)